# Place de Helmet
Pour les articles homonymes, voir Helmet.
La place de Helmet (en néerlandais : Helmetplein) est une place bruxelloise de la commune de Schaerbeek, située au croisement de la rue Richard Vandevelde, de la rue de l'Agriculture et de la rue Docteur Élie Lambotte. La rue Achille Detienne y aboutit également.
La numérotation des habitations va de 1 à 12 dans le sens des aiguilles d'une montre.
Le nom de la place vient d'un ancien hameau situé au nord de Schaerbeek.
Tous les samedis matin de 8 h à 13 h il y a un marché sur la place. C'est l'un des 5 marchés hebdomadaires de la commune.